# Makisig Morales
Makisig Morales (26 de diciembre de 1996), apodado como el "Príncipe de Corazones", de la televisión en el Little Big Star. Es un cantante filipino, el más joven de la banda Mak y los Amigos, que interpreta canciones en retro. Como niño actor, él se lanzó a la fama a través de la fantaserye de televisión, Inggo Super, donde desempeñó su papel principal. A sus 3 años de edad, Makisig fue descubierto su talento como escuchar su don para cantar. A la edad de 5 años, su padre, Uldarico Morales, lo hizo competir en el Bulilit Duet, un segmento de canto en MTB, en un mediodía-tiempo de variedades difundida por la cadena televisiva ABS-CBN, junto con su hermana Mayumi. La audición junto a su hermana y hermano Vicente Mayumi en el programa del Little Big Star, participaron en un concurso de canto de televisión ABS-CBN, donde sólo Makisig y Mayumi fueron los clasificados para competir con otros concursantes. Si bien la competencia, se ofreció a Makisig como una de las estrellas en un nuevo proyecto de ABS-CBN, donde aterrizó un personaje muy importante de Budong en el Super Inggo.

## Filmografía

### Televisión
- Utoy (2009) - Utoy
- Super Inggo Super Inggo 1.5: Ang bagong bangis (2007)-Budong / Super Inggo
- Moy Komiks: «Pedro Penduko a Ang Mga Engkantao (2007) - Moy
- Super Inggo (2006) - Budong / Super Inggo
- Little Big Star - Concursante mismo

### Películas
- Cuidador (2008)
- SupahPapalicious (2008)
- Ang Lindo ng ina mo (2007)

## Discografía
| Album                                                                          | Year of release | Track Listing |
| ------------------------------------------------------------------------------ | --------------- | --- |
| Little Big Star (Little Big Star Finalist)                                     | 2006 Kaba       | |
| Little Big Deeds (Makisig, Sam, Micah, Charice, Kyle and other LBS Finalist)   | 2006            | Awit ng Kabutihang Asal Katapatan Sana                                                                                       |
| Super X-Mas (Makisig Morales)                                                  | 2006            | Superhero Tito, Tita |
| Pinoy Biggie Hits (Makisig Morales)                                            | 2007            | Superhero |
| Little Big Superstar (Makisig with Sarah Geronimo, Lucky Me Kids and LBS Kids) | 2007            | Sisikat 'Din Ako All you need is Love Araw 'natin Toh! Lucky, Lucky Me                                                       |
| Nagmamahal Kapamilya (Makisig Morales)                                         | 2007            | Yesterdays Dream |
| Oldies But Kiddies (Mak and the Dudes)                                         | 2007            | Breaking up is hard to do Oh! Carol Stand By Me Runaway Diana Ang cute ng ina mo Araw 'natin Toh!(Abs-Cbn Summer Station ID) |

- Datos: Q509453